# Gordiejewskij
Gordiejewskij (ros. Гордеевский) – osiedle w Rosji, w Kraju Ałtajskim, w rejonie troickim. W 2021 liczyło 865 mieszkańców.